# Anacamptomyia pruinosa
Anacamptomyia pruinosa är en tvåvingeart som först beskrevs av Roubaud och Villeneuve 1914.  Anacamptomyia pruinosa ingår i släktet Anacamptomyia och familjen parasitflugor. Inga underarter finns listade i Catalogue of Life.